# Oswaldo Goeldi
Oswaldo Goeldi   (Rio de Janeiro, 31 d'octubre de 1895 - Rio de Janeiro, 16 de febrer de 1961) va ser un artista suís-brasiler i gravador de renom. Era fill del naturalista suís Emílio Augusto Goeldi.

## Biografia
Goeldi va néixer a Rio de Janeiro, però va viure a Belém, la capital de l'estat de Pará, fins als 6 anys. El seu pare hi residia com a director del Museu d'Història Natural i Etnografia do Pará (actualment Museu Emílio Goeldi). L'any 1910 la seva família va tornar a Suïssa i va començar els seus estudis a Berna, i més tard a Zúric. Després de servir durant un breu període a l'exèrcit durant la Primera Guerra Mundial, Goeldi es va traslladar a Ginebra, on va ser acceptat a l'École des Arts et Métiers. Frustrat amb l'entorn acadèmic, va abandonar l'escola després de la mort del seu pare el 1917 i va començar a estudiar amb els artistes Serge Pahnke (1875–1950) i Henri van Muyden (1860–sd), i més tard amb Hermann Kümmerly, amb qui va aprendre litografia.
El 1919 Goeldi va tornar a Rio de Janeiro i va començar una carrera de gravador i il·lustrador per revistes populars. Es va unir a un grup d'artistes i intel·lectuals avantguardistes, com Beatrix Reynal, Anníbal Machado (1894–1964), Otto Maria Carpeaux (1900–1978), Manuel Bandeira (1886–1968), Álvaro Moreyra (1888–1964), Ronald de Carvalho (1893–1935), Emiliano Di Cavalcanti (1897-1976). Durant aquest període, va treballar intensament com artista i va fer la seva primera exposició individual, que tanmateix va ser mal rebuda pels crítics d'art. Ferit per les crítiques, Goeldi es va retirar de l'escena artística i es va aïllar en la ciutat de Niterói. Solitari, es va centrar cada vegada més com un il·lustrador, conegut per edicions de llibres i revistes, treballant principalment amb xilogravats. També es va distanciar de la seva família el 1922, refusant tornar a Europa. Va participar en la Setmana d'Art Modern a São Paulo aquell any. El seu primer àlbum, 10 Gravuras em Madeira va ser editat el 1930, permetent a Goeldi estalviar prou diners per a tornar a Europa el 1931. Va exposar a Berna i Berlín, i va tornar a visitar als seus grans inspiradors, Alfred Kubin i Hermann Kümmerli.
En les dècades següents, després de tornar a Brasil, es va enfortir el prestigi artístic de Goeldi, i va ser acceptat en la 25a Biennal de Venècia, el 1950. Es va donar a conèixer nacionalment i internacionalment i va obtenir el seu primer premi en la Primera Biennal Internacional d'Art de São Paulo, el 1951. Des de 1952 fins a la seva mort, Goeldi es va convertir en un artista respectat i influent en l'Escola Nacional de Belles Arts.
Va morir el 15 de febrer de 1961, sol en el seu petit apartament a Rio.
El treball de Goeldi ha estat exposat pòstumament en més de cent exposicions al Brasil, Argentina, França, Portugal, Suïssa i Espanya.